# Маріанна Нідерландська
Маріанна Нідерландська (нід. Marianne der Nederlanden), також Маріанна Оранж-Нассау (нід. Marianne van Oranje-Nassau), повне ім'я Вільгельміна Фредеріка Луїза Шарлотта Маріанна Нідерландська (нім. Wilhelmina Frederica Louisa Charlotte Marianne der Nederlanden), ( 9 травня 1810 —  29 травня 1883) — нідерландська принцеса з Оранської династії, донька короля Нідерландів Віллема I та прусської принцеси Вільгельміни, дружина принца Пруссії Альбрехта у 1830—1849 роках. Від 1848 року відкрито жила зі своїм кучером, а згодом секретарем, Йоганнесом ван Россумом, через що порвала зв'язки із правлячими домами Пруссії та Нідерландів. Від 1855 року мешкала у замку Райнхартсхаузен у Великому герцогстві Гессен, де зібрала значну колекцію творів мистецтва.
У 1861—1865 її коштом була збудована лютеранська церква Святого Йоганна у Ербаху, а у 1864 — склозавод в Силезії у містечку Строне-Шльонські, який існує і досі.
Композиторка. Авторка кількох маршів. Меценатка.

## Біографія

### Дитинство та юність
Маріанна народилася 9 травня 1810 року в Берліні. Вона була четвертою дитиною та другою донькою в родині принца Віллема Оранського та його першої дружини Вільгельміни Прусської. Своє ім'я новонароджена отримала на честь тітки з материнської лінії Маріанни Гессен-Гомбурзької. Дівчинка мала старших братів Віллема та Фредеріка. Сестра Пауліна померла в дитячому віці до її народження. Батьки, вигнані з Нідерландів французами, проживали при дворі короля Пруссії Фрідріха-Вільгельма III, який доводився рідним братом Вільгельміні.

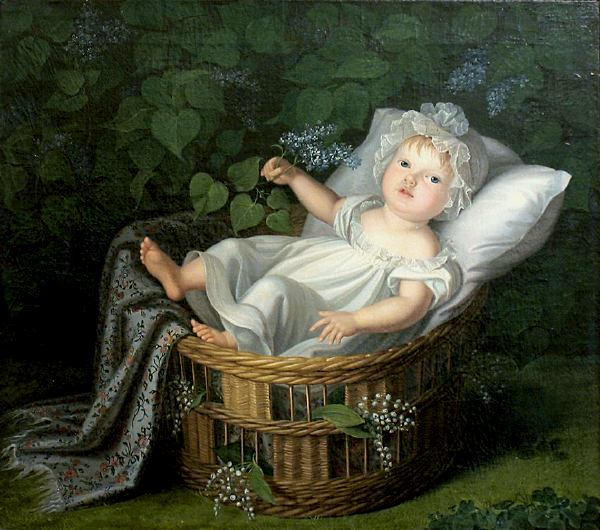
Портрет Маріанни у віці немовляти пензля її матері Вільгельміни Прусської, 1811

Вихованням принцеси в Берліні займалася англійська гувернантка.
Наприкінці 1813 року сімейство повернулося до Гааги. Перший час вони жили у палаці Хугейтан, очікуючи завершення реставрації Нордейнде. За результатами Віденського конгресу Віллема було обрано першим королем Об'єднаного королівства Нідерландів. Виховання Маріанни знову було покладене на гувернантку, оскільки в батьків було мало часу займатися дітьми. Нею стала дружина лорда Міддахтен Якоба Гелена. Зі своєю вихованицею вона поводилася суворо.
Старший брат Маріанни від 1816 року був одруженим із російською великою княжною Анною Павлівною, середній у 1825 році оженився із їхньою кузиною Луїзою Прусською.
25 червня 1828 року було оголошено про заручини Маріанни із принцом Густавом Шведським з династії Ваза, який служив офіцером в австрійській армії. Однак, у листопаді, з політичних мотивів, заручини були розірвані. Офіційний двір Швеції виступав проти шлюбу з принцом-вигнанцем. Також негативно до їдеї цього союзу ставився її старший брат Віллем.
Маріанна в цей час займалася соціальною роботою. У 1829 році вона заснувала Гаазький фонд благодійності для підтримки бідного населення.

### Подружнє життя

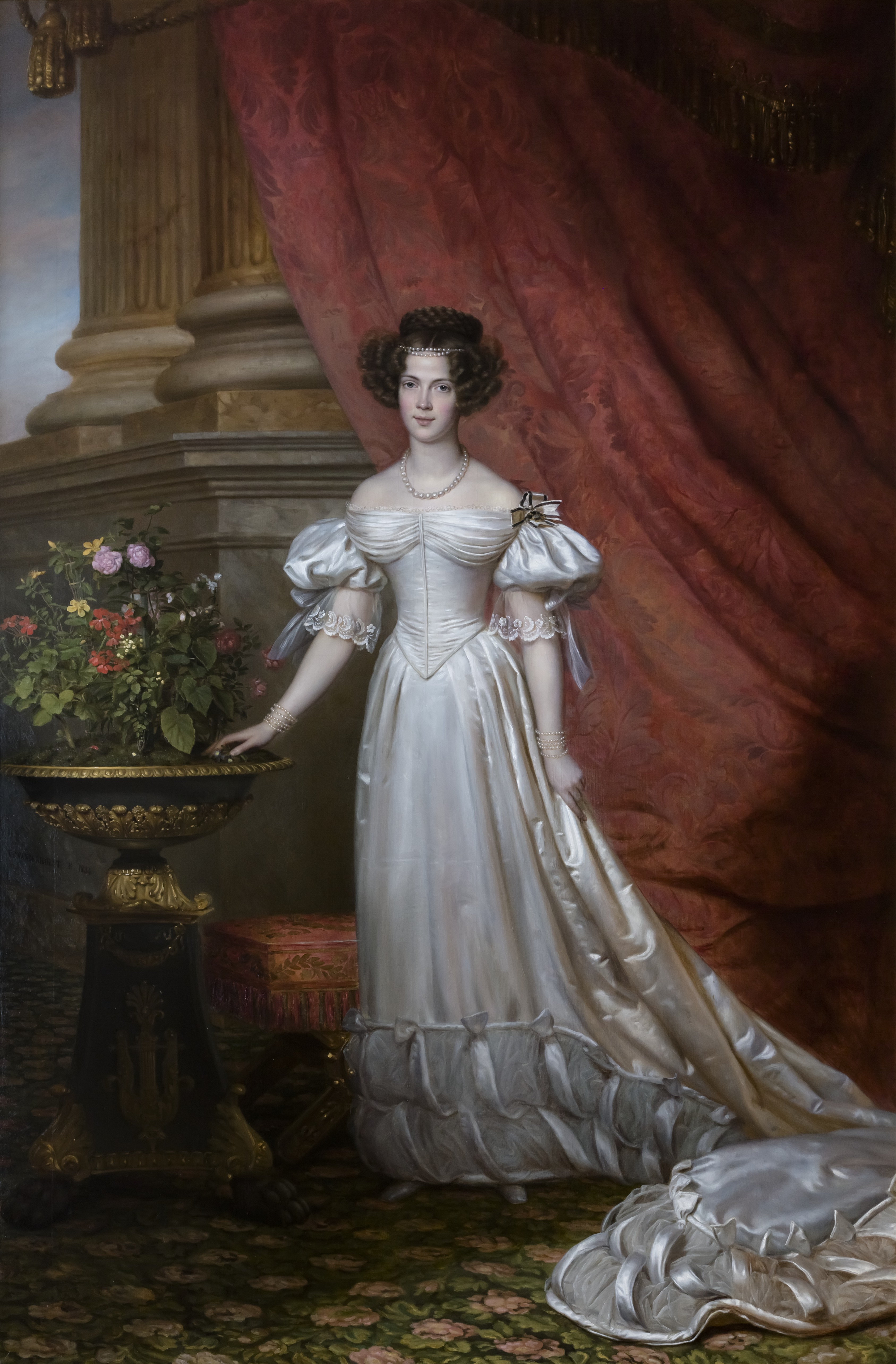
Маріанна на портреті пензля Я. Б. ван дер Хальста, 1834

У віці 20 років вона взяла шлюб зі своїм кузеном, Альбрехтом Прусським, який був її однолітком. Наречений був молодшим братом її невістки Луїзи. Весілля відбулося 14 вересня 1830 у палаці Нордейнде в Гаазі. У подружжя народилося четверо живих дітей. Родина оселилася в Берліні у Палаці принца Альбрехта на вулиці Вільгельма № 102, неподалік від Потсдамської площі. Альбрехт придбав його за 356 000 талерів і доручив повністю переобладнати відомому архітектору Карлу Фрідріху Шинкелю. Молодята займали перший поверх, в той час, як на другому були приміщення для персонала, кімната для срібла та столових приборів і велика більярдна.
Маріанна добре розбиралася в музиці, сама писала мелодії. У 1836 році нею був написаний «Парадний марш». Також полюбляла їздити верхи, була учасницею кінного клубу у Вроцлаві.
Восени 1837 року Маріанна після смерті матері отримала у спадок Каменц у Силезії і стала натхненницею створення нового готичного замка, будівництво якого було доручено також Шинкелю.
15 жовтня 1838 урочисто був закладений перший камінь у фундамент майбутнього палацу в присутності архітектора та Альбрехта і Маріанни. У Каменці вона народила свою другу доньку.
У 1844 році принцеса придбала віллу Тремеццо на озері Комо, яку у 1850-му презентувала доньці Шарлотті на весілля.
У сімейному житті, згідно одного з відгуків, пара після весілля була дуже прив'язана один до одного. Однак, з роками відбулось відчуження. Цьому, окрім іншого, сприяла агресивна поведінка Альбрехта по відношенню до слуг незалежно від статі. Голланський звіт таємної поліції свідчить також про «венеричну хворобу».
Від 1842 принцеса почала від'їздити у тривалі мандрівки, аби менше бачитися із чоловіком.

### Подальші роки

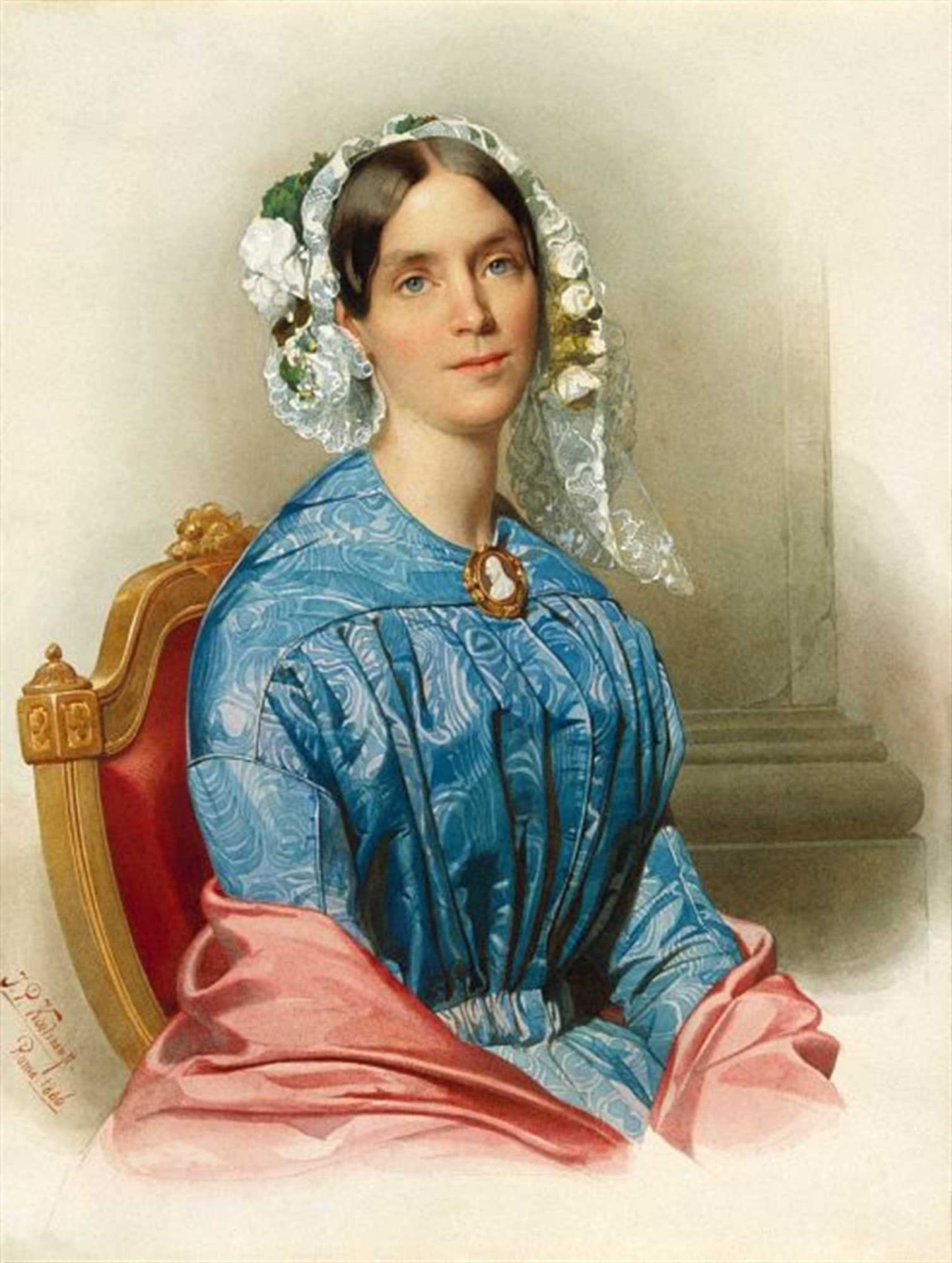
Портрет Маріанни пензля Я. Ф. Коелмана, 1846

У 1845 році Маріанна пішла від Альбрехта. Певний час вона жила у Ворбурзі, де віддавалася благодійності, турбуючися про бідних та фінансово підтримуючи церкву, зокрема подарувавши їй новий орган. 7 березня 1848 році викупила садибу Растгоф біля Вілета за 50 000 гульденів, яка відтоді належала їй до самої смерті. Маєток складався з будинку, господарських споруд, сараю, стаєнь, оранжереї, теплиць та двох великих земельних наділів на захід від нього. Там почався її роман із кучером Йоганном ван Россумом, який перебував у неї на службі вже чотири роки. Невдовзі він став її секретарем та бібліотекарем. Жити разом вони почали відкрито, що спричинило величезний скандал. Чоловік її в цей час був закоханий у доньку колишнього військового міністра Густава фон Рауха, Розалію, яка була придворною дамою Маріанни. Їхнє розлучення було оформлене 28 березня 1849.
Маріанна в цей час перебувала на ранніх строках вагітності від Россума. Аби приховати народження позашлюбної дитини, принцеса вирушила в «освітню поїздку» до Святої Землі. Пароплав «Вільгельм» із Маріанною на борту відплив із Нідерландів і через Гавр, Лісабон, Кадіс, Малагу, Палермо прибув у вересні у Чефалу на Сицилії. Там вона провела два місяці. 30 жовтня народився її син. 13 листопада Маріанна продовжила свій шлях морем. Син тимчасово залишився на Сицилії. Окрім Єрусалиму принцеса відвідала Єгипет, де побувала у Каїрі та Александрії, та Сирію.
У червні 1851 пара придбала віллу в Римі, яка швидко стала центром культури, де зустрічалися художники та аристократи. Вирішивши виховувати сина відкрито, вони забрали Йоганнеса Віллема до себе. Хлопчик виховувався з ідеєю його подальшої цивільної кар'єри, пастора чи адвоката.
5 червня 1853 розлучення Маріанни із Альбрехтом було офіційно затверджено королем Пруссії. Із законними дітьми бачитися їй заборонили, на території Пруссії принцеса могла знаходитися не більше 24 годин.

Йоганнес ван Россум на портреті пензля Я. Ф. Коелмана, 1852

У 1854 році Маріанна придбала замок Біла Вода в Моравії, а у 1855 році — замок Райнхартсхаузен у Ербаху, що у Великому герцогстві Гессен, який став її постійною резиденцією. Ліве крило замку Райнхартсхаузен було перетворене на музей для колекції творів мистецтва. Пізніше виявилося, що картин було біля шестиста примірників. Окрім іншого, Маріанна замовила копії портретів голландських предків, підкреслюючи своє походження з Оранської династії. Новий будинок принцеси став культурним центром регіону. Вона підтримувала молодих митців, їхні роботи виставлялися в її саду та галереї. У 1857 вона продала свою віллу у Римі. Продовжувала займатися своїми силезськими маєтками, де у 1864 на її кошт був збудований склозавод, почали розроблятися мармурові кар'єри. Також робила інвестиції у прокладку доріг, що сприяло розвитку економічного життя регіону та його інтеграції до загальноєвропейської структури.
У грудні 1861 року помер її син Йоганнес Віллем. На його честь набожна Маріанна веліла звести протестантську кірху в місті Ербах, пожертвувавши на це землю та 60 000 гульденів. Будівництво було завершене у 1865 році. Прах Йоганнеса Віллема було перенесене до тамтешньої крипти.
У похилому віці Маріанна продовжувала жертвувати багато коштів на благодійність. В Силезії вона матеріально підтримувала лікарні, дитячі будинки та удових жінок. В Ербаху заснувала школу, а у Вісбадені — заклад для сліпих.
У квітні 1873 році після тривалої хвороби помер Йоганнес ван Россум. Маріанна пережила його на десять років і пішла з життя 29 травня 1883. 4 червня 1883 року її поховали на цвинтарі Ербаху. Відсутність королівських урочистостей компенсувалося рясним використанням християнських хорів, через велику прихильність Маріанни до релігії.

## Родина
Чоловік —  Альбрехт Прусський (1809—1872)
Діти:
- Шарлотта (1831—1855) — дружина кронпринца Саксен-Мейнінгену Георга, народила чотирьох дітей;
- Альбрехт (1837—1906) — генерал кінноти, регент Брауншівейзького герцогства у 1885—1906 роках, був одружений з Марією Саксен-Альтенбурзькою, мав трьох синів;
- Єлизавета (27 серпня—9 жовтня 1840) — померла немовлям;
- Александріна (1842—1892) — дружина принца Мекленбург-Шверінського Вільгельма, мали єдину доньку.

Коханець — Йоганн ван Россум
Дітиː
- Йоганнес Віллем (1849—1861) — баронет ван Райнсхартхаузен, прожив 12 років, помер від скарлатини.

## Нагороди
- Орден Луїзи (Королівство Пруссія).

## Вшанування пам'яті
- У 1818 році засновник помології Адріан Діль назвав на честь юної принцеси Маріанни сорт груш.[16]
- Статуя принцеси знаходиться у Старій церкві Святого Мартіна у Ворбурзі, яку вона регулярно відвідувала, проживаючи в цьому місті.[17]
- Мармуровий обеліск на честь Маріанни знаходиться у польському містечку Льондек-Здруй. Відкритий у 1866 році.[18]
- У 1902 році принц Альбрехт назвав на честь матері острів Маріаненауе на Рейні.
- На честь Маріанни названо віадук у Ворбурзі, відкритий у 1986 році.

## Цікаві факти
- Останнім публічним виходом Маріанни стали хрестини її небоги Вільгельміни, майбутньої королеви Нідерландів, у 1880 році.